# 呂策爾巴赫河 (比伯河支流)
50°11′00.60″N 9°16′40.73″E / 50.1835000°N 9.2779806°E

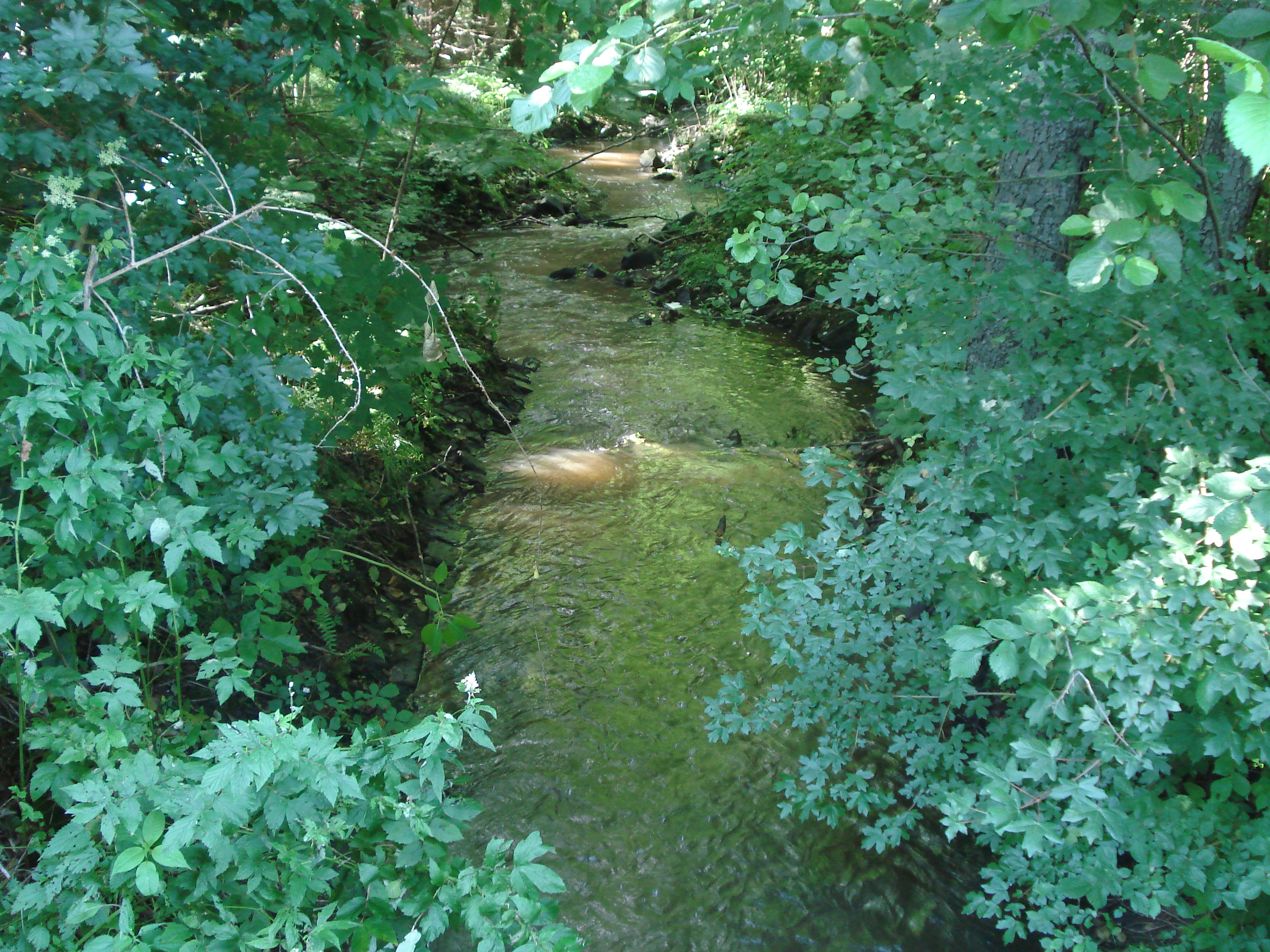

呂策爾巴赫河（德語：Lützelbach），是德國的河流，位於該國中部，由黑森州負責管轄，屬於比伯河的左支流，流經美因-金齊希縣，河道全長5.8公里，流域面積12平方公里。